# ولادیمیر کارپیتز
ولادیمیر کارپیتز (روسی: Владимир Александрович Карпец؛ زادهٔ ۲۰ سپتامبر ۱۹۸۰) دوچرخه‌سوار اهل روسیه است.